# 1993년 조선민주주의인민공화국 미사일 발사
1993년 조선민주주의인민공화국 미사일 발사에 관한 문서이다.
조선민주주의인민공화국(북한)은 1993년 5월 29일과 30일에 미사일 시험발사를 했다. 북한은 북한 원산 인근 화대군 기지에서 노동 1호 미사일을 동해로 발사했다. 목표물은 동해에 떠 있는 부표였다. 북한은 석유를 대가로 이란에 미사일을 수출하기 위해 미사일을 실험하고 있었다. 일본과 미국 관리들은 미사일 발사를 공개하기 전에 며칠을 기다렸다. 이후 북한은 핵확산금지조약 준수 의지를 재확인했다.
이번 미사일 발사는 이란과 수개월에 걸친 계획과 협상의 정점이자, 일본을 공격할 수 있는 무기를 개발하려는 이란과 북한 간의 음모로 추정되는 것이었다. 이는 1993년 3월 북한이 미사일 발사대 건설용으로 지정된 "특수 금속"을 여러 차례 선적하면서 시작되었다. 나중에 러시아 보고서에 따르면 북한은 "미사일 전문가" 시장에 있었다. 미사일 생산을 더 수익성 있는 사업으로 전환하기 위해서이다. 러시아 관리들은 북한에 입국하려는 러시아 핵 물리학자와 로켓 과학자 그룹을 구금한 후 더욱 분노했다. 북한은 이후 러시아로부터 단교 위협을 받은 뒤 러시아 과학자와 기술자를 활용하지 않겠다고 약속했다.
그해 1월 모흐센 레자이 이란 혁명수비대 사령관은 27억 달러에 북한으로부터 스커드 미사일 약 300기를 구매하기 위해 평양시를 방문했다. 같은 시기 이란 대표단이 노동 1호 최종 시험을 참관했고, 북한은 핵확산금지조약 탈퇴를 선언했다. 이란은 북한 석유의 주요 공급원(40% 이상)이기 때문에 미사일 시험이 성공하자 이란은 노동미사일과 석유를 교환하려는 의도가 있는 것으로 의심됐다.

## 같이 보기
- 조선인민군 전략군
- 조선민주주의인민공화국의 대량살상무기